# Опёнок сырный
Опёнок сы́рный (лат. Marásmius bulliárdii) — вид грибов, входящий в род негниючник (Marasmius) семейства негниючниковые (Marasmiaceae).

## Описание
Шляпка не более 1 см в диаметре, колокольчатая, на верхушке иногда с пуповидным углублением, радиально бороздчатая. Окраска светло-коричневая, охристая, кремовая или розоватая, в центре тёмно-коричневая до почти чёрной.
Пластинки в числе 13—20, без пластиночек, редкие, широко приросшие к коллариуму, с цельным или опушённым краем, белого цвета.
Ножка до 0,5 мм толщиной, 2—6 см длиной, нитевидная, жёсткая, блестящая, часто с ответвлениями, на которых располагаются недоразвитые шляпки. Окраска коричневая или почти чёрная, в верхней части более бледная до почти белой.
Мякоть одного цвета со шляпкой, очень тонкая, без особого запаха и вкуса.
Споровый порошок белого цвета. Споры 8—9,5×3,5—4,5 мкм, узкоэллиптические до почти цилиндрических. Базидии булавовидные, с пряжками, 24—30×6,5—7,5 мкм. Кутикула шляпки — гименидермис. Все гифы с пряжками.
Пищевого значения не имеет из-за мелких размеров. Ножка жёсткая.

## Сходные виды
- Marasmius wettsteinii Sacc. & P.Syd., 1899 — более северный вид, тяготеющий к зоне хвойных лесов (а также к горным хвойным лесам), произрастает под елью и пихтой. Отличается более бледной шляпкой, более редкими пластинками и полным отсутствием стерильных отростков у ножки.

## Экология
Сапротроф, произрастающий большими группами на гниющих листьях широколиственных деревьев. Отмечен на листьях бука, дуба, граба, каштана.

## Таксономия
В классификации М. Норделоса относится к подсекции Marasmius секции Marasmius. Также в эту подсекцию включены Marasmius rotula, Marasmius wettsteinii и Marasmius limosus.

### Синонимы
- Androsaceus bulliardii (Quél.) Pat., 1887
- Chamaeceras bulliardii (Quél.) Kuntze, 1898
- Marasmius rotula var. phyllophila J.Schröt., 1889